# بیارت اوردینگ
بیارت اوردینگ (انگلیسی: Bjart Ording; ۱۹ مهٔ ۱۸۹۸ – ۱۲ اکتبر ۱۹۷۵) سوارکار اهل نروژ بود.